# إيفان دفوراك
إيفان دفوراك (23 أبريل 1978 تشيكوسلوفاكيا تشيكوسلوفاكيا - ) هو لاعب كرة قدم روسي يلعب كمدافع.